# Monte Esquilino
Esquilino (em latim: Collis Esquilinus) é a mais alta e a mais longa das sete colinas sobre as quais foi fundada a cidade de Roma, 58,3 metros acima do nível do mar na Via del Oppio e é formada por três cumes distintos: o Ópio, no setor sul, o Fagutal, no setor ocidental ao lado do Vélia, e o Císpio (em latim: Cispius) no setor norte, onde hoje está a Basílica de Santa Maria Maior.
Administrativamente, somente a metade nordeste da colina está abrangida no moderno rione Esquilino e o restante está no rione Monti. Os dois são separados pela Via Merulana, a via que liga as basílicas maiores de Santa Maria Maior e San Giovanni in Laterano.

## Etimologia
O nome "Esquilino" tem sido interpretado de diversas formas pelos estudiosos, todas plausíveis, mas nenhuma que estabeleça com certeza a origem: os próprios autores latinos antigos não conheciam a etimologia da palavra. Alguns afirmaram que os exquilini eram os habitantes deste subúrbio urbano distintos dos inquilini, que residiam na cidade. Aexquilae deriva da raiz de ex-colere, que significa também "habitar fora" (dos muros).
Outros defendem que o topônimo provém de aesculi, um arbusto de azinheira preferido por Júpiter: na colina, em sua origem, havia um templo e um bosque sagrado dedicado a Mefite e Juno Lucina, divindades que os antigos habitantes utilizavam para fumigar para longe os "miasmas" ("maus ares") da insalubre região circundante.
Uma terceira hipótese é que o termo seja derivado de excubiae, o nome da guarda criada por Rômulo para defender a cidade contra os sabinos liderados por Tito Tácio.

## História

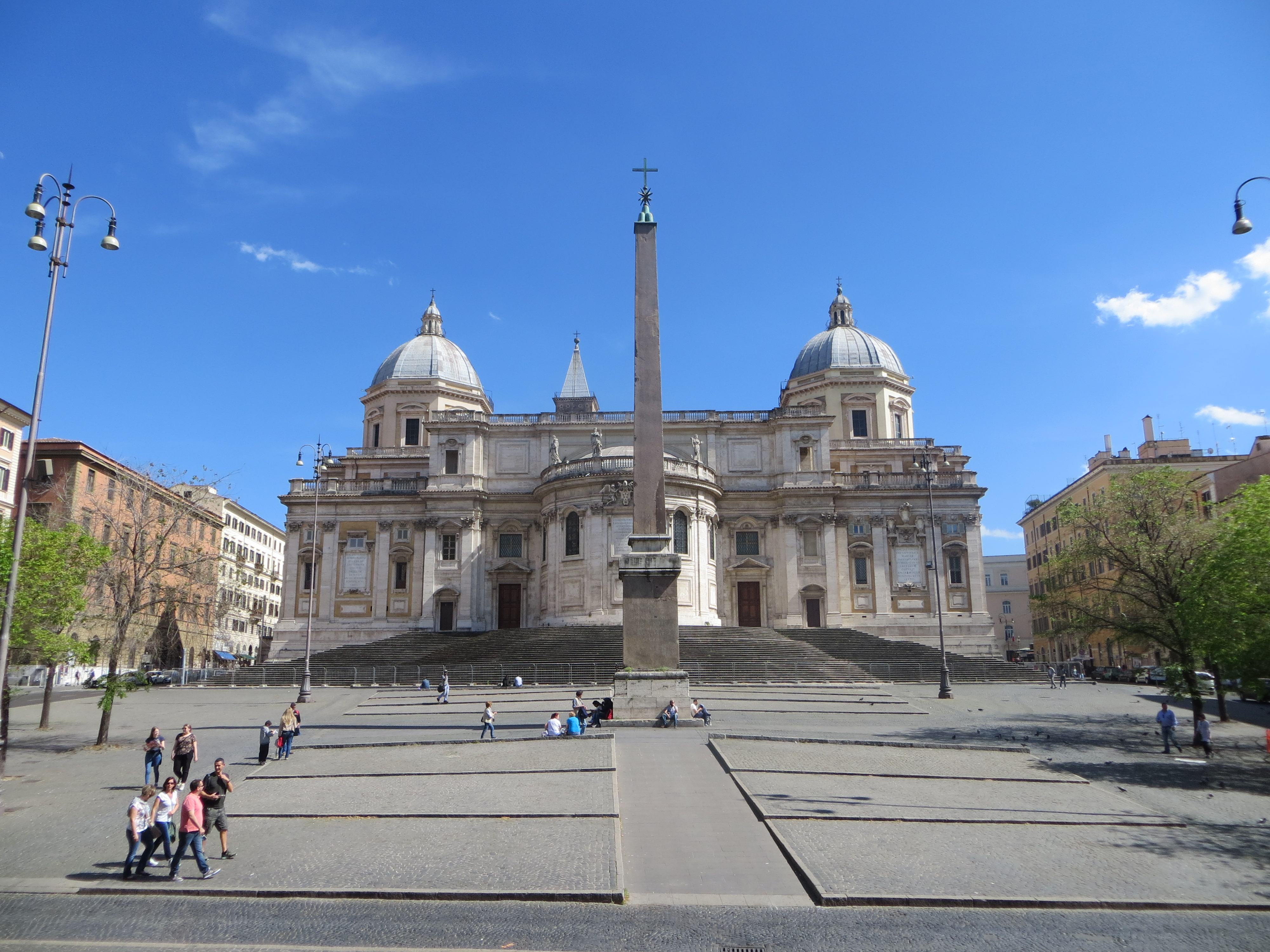
Piazza del Esquilino, com o Obelisco Esquilino no centro e a abside da Basílica de Santa Maria Maior no fundo, bem em cima do cume do Císpio.

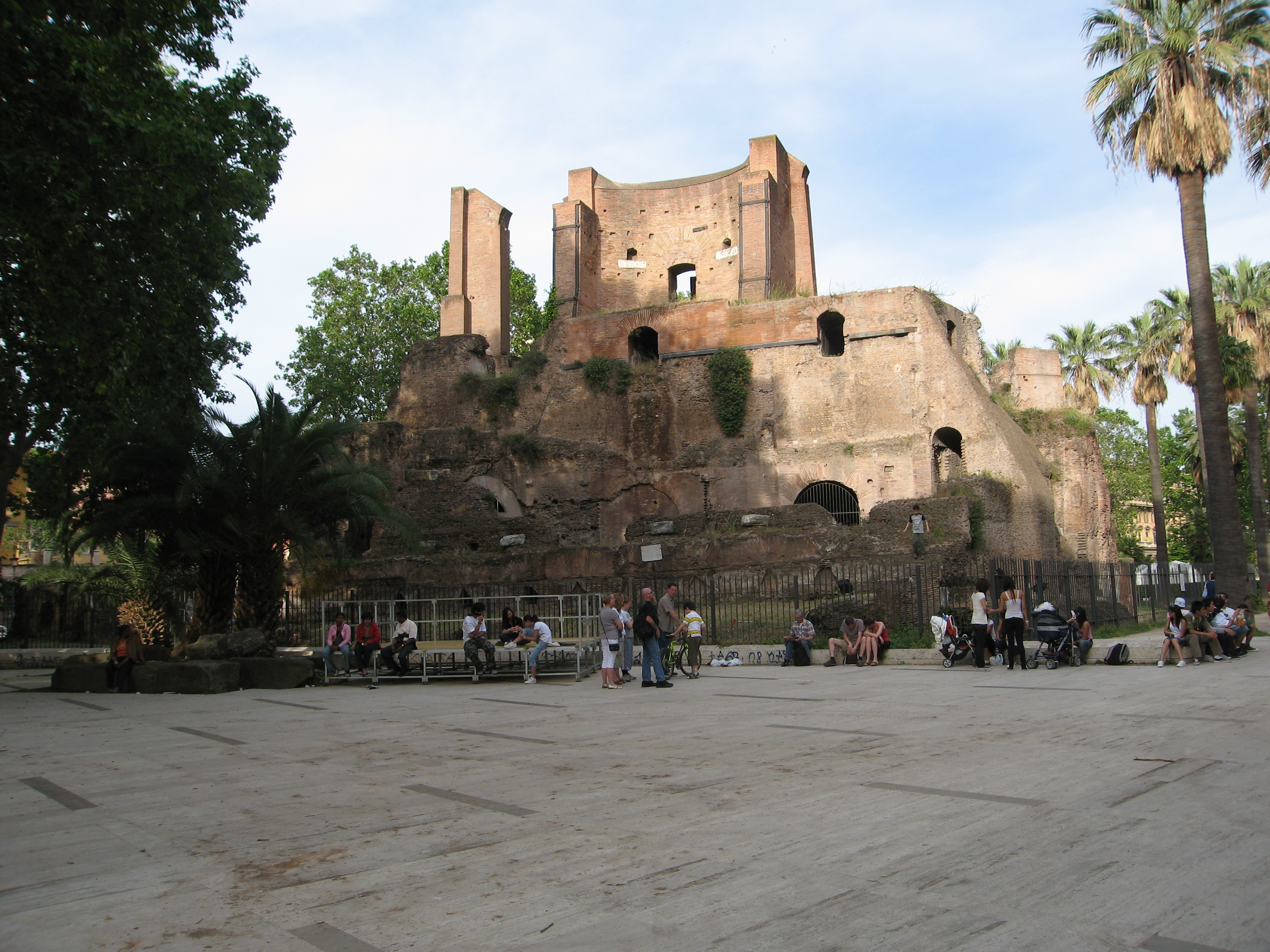
Ninfeu de Alexandre, conhecido como "Troféu de Mário".

O núcleo habitado do Esquilino tem sua origem no século VIII a.C., quando a região era uma espécie de subúrbio da cidade fundada no monte Palatino, o que é atestado, por exemplo, por restos de uma grande necrópole com um setor, entre outros, datado entre a metade do século VIII a.C. e a metade do século VII a.C..
Os três cumes do Esquilino, o Fagutal, o Ópio e o Císpio, faziam parte do Septimôncio, que representava a primeira fase de expansão de Roma logo após a fundação do núcleo originário, a Roma quadrada.
A colina foi anexada à cidade de Roma por Sérvio Túlio, o sexto rei de Roma, tornando-se assim uma das quatro regiões nas quais foi dividido o território urbano da cidade.
O conselheiro e patrono das artes Caio Cílnio Mecenas (70-8 a.C.) estabeleceu seus famosos jardins, os primeiros jardins de estilo helenístico em Roma, no monte Esquilino, dos dois lados da Muralha Serviana (que já não tinha mais função defensiva nesse local) incorporando e reurbanizando parte da Necrópole do Esquilino. Ali havia terraços, bibliotecas e outros locais dedicados à cultura de Roma. No Ópio, Nero (r. 54-68) confiscou inúmeras propriedades depois do grande incêndio de 64 para construir a sua extravagante Casa Dourada. Mais tarde, Trajano (r. 98-117) construiu as Termas de Trajano sobre ela — ali foi encontrada uma variedade de esculturas no estilo Vênus, incluindo a Vênus de Esquilino — e as ruínas de ambas as estruturas podem ser visitadas no local. No século III, os Jardins Licinianos, um grupo de jardins (incluindo o relativamente bem preservado ninfeu antigamente identificado como sendo o hoje inexistente Templo de Minerva Médica), foram estabelecidos no Esquilino. Mais para o nordeste, no cume do Císpio, foi construída a Basílica de Santa Maria Maior no século IV.
Em 1781, a primeira cópia conhecida da estátua de mármore do "Discóbolo de Míron" foi descoberta na propriedade da família Massimo, a Villa Palombara, no Esquilino. O famoso Tesouro do Esquilino, atualmente no Museu Britânico, também foi encontrado ali.

## Monumentos romanos
- Casa Dourada
- Jardins Lamianos
- Jardins Licinianos
- Jardins de Mecenas
- Ninfeu de "Minerva Médica
- Ninfeu de Alexandre
- Sacelo dos Lares Querquetulanos
- Templo de Juno Lucina
- Templo de Minerva Médica
- Templo de Telo
- Termas de Helena
- Termas de Tito
- Termas de Trajano